# Shibata Toyo
Shibata Toyo (jap. 柴田 トヨ; * 26. Juni 1911 in Tochigi, Präfektur Tochigi, Japan; † 20. Januar 2013 in Utsunomiya, Präfektur Tochigi, Japan) war eine japanische Dichterin.

## Leben
Shibata Toyo wurde 1911 als einzige Tochter des wohlhabenden Reishändlers Morishima Tomizō (森島 富造) und seiner Frau Yasu (ヤス) in Tochigi geboren. Seit ihrer Jugend arbeitete sie ihn Restaurants und lernte dort Shibata Eikichi (柴田 曳吉) kennen, den sie mit 33 Jahren heiratete. Im folgenden Jahr wurde ihr Sohn Ken’ichi (健一) geboren. Als 1992 ihr Mann starb und sie nun allein lebte und sie nach einer Hüftverletzung ihr Hobby, den klassischen Japanischen Tanz, aufgeben musste, empfahl ihr ihr Sohn Gedichte zu schreiben. Ab 2004 erschienen diese in der überregionalen Tageszeitung Sankei Shimbun.
42 von diesen veröffentlichte sie im Oktober 2009 im Selbstverlag mit dem Gedichtband Kujikenaide („Lass Dich nicht entmutigen“). 2010 erfolgte eine Neuauflage durch den Verlag Asuka Shinsha. Das Buch, mit neuem Äußeren und Illustrationen wurde sofort ein Bestseller mit einer Auflage von mehr als 1,6 Millionen Exemplaren. 
2011 folgte Shibatas zweite Gedichtsammlung Hyakusai („100 Jahre alt“). Diese verkaufte sich mehr als 450.000-mal.
Im Alter von 101 Jahren starb sie in einem Pflegeheim in Utsunomiya.

## Veröffentlichungen
- Kujikenaide (くじけないで, „Lass Dich nicht entmutigen“). Asuka Shinsha, Tokio 2010, ISBN 978-4-87031-992-9.
  - deutsch: Du bist nie zu alt, um glücklich zu sein: Lebensweisheiten einer Hundertjährigen. Pendo Verlag, München/Zürich 2012, ISBN 978-3-86612-337-3.
- Hyakusai (百歳, „100 Jahre alt“). Asuka Shinsha, Tokio 2011, ISBN 978-4-86410-104-2.
- Anata ni Arigatō – Shibata Toyo Shashinshū (あなたにありがとう 柴田トヨ写真集). Asuka Shinsha, Tokio 2011, ISBN 978-4-86410-105-9. Fotosammlung.